# Their Mutual Child
Their Mutual Child è un film muto del 1920 diretto da George L. Cox. Prodotto dall'American Film Company e distribuito dalla Pathé Exchange, era interpretato da Margarita Fischer, Joseph Bennett, Margaret Campbell, Nigel Barrie, Harvey Clark, Andrew Robson, Beverly Travers e dal piccolo Pat Moore.
La sceneggiatura si basa sul romanzo di P. G. Wodehouse The coming of Bill, pubblicato a New York nel 1919 col titolo Their Mutual Child e in lingua italiana nel 1932 col titolo La venuta di Bill.

## Trama

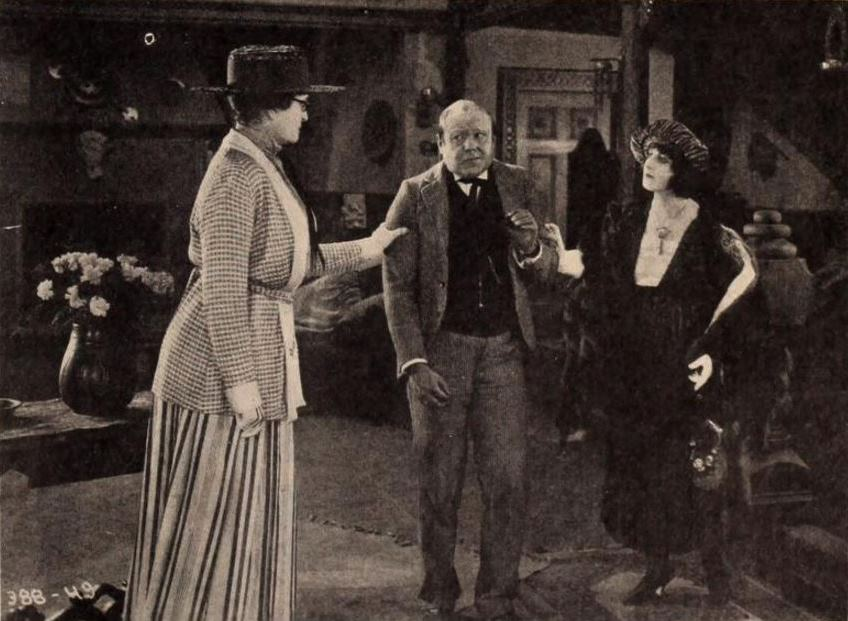
Margaret Campbell, Harvey Clark e Margarita Fischer

Unica figlia ed erede di un milionario, Ruth Bannister conosce, attraverso sua zia Lora, Kirk Winfield, un artista di cui si innamora subito. I due si sposano, ma il vecchio Bannister ripudia la figlia provocando la crisi del suo matrimonio. Alla fine, Kirk - al quale non viene neanche più permesso di baciare suo figlio "per motivi d'igiene" - parte per il Sud America in cerca di fortuna. Quando torna, scoraggiato, si trova a disagio nel mondo sofisticato della moglie che lo tiene anche lontano dal figlio. Steve, un suo vecchio amico, rapisce per lui il bambino, portandolo in un cottage in riva al mare dove, infine, padre e figlio si incontrano. Quando Ruth si rende conto di come il piccolo sia finalmente felice in quel nuovo ambiente, si ricrede e torna dal marito.

## Produzione
Il film fu prodotto dall'American Film Company.

## Distribuzione
Il copyright del film, richiesto dalla American Film Co., Inc., fu registrato il 13 dicembre 1920 con il numero LP15907. Distribuito negli Stati Uniti dalla Pathé Exchange nel dicembre 1920, il film uscì nelle sale cinematografiche portoghesi il 16 dicembre 1921 con il titolo Sempre Criança.
Non si conoscono copie ancora esistenti della pellicola che viene considerata presumibilmente perduta.